# Ган Барел Сити (Тексас)
Ган Барел Сити (енгл. Gun Barrel City) град је у америчкој савезној држави Тексас. По попису становништва из 2010. у њему је живело 5.672 становника.

## Демографија
Према попису становништва из 2010. у граду је живело 5.672 становника, што је 527 (10,2%) становника више него 2000. године.
| Група             | 2000.         | 2010.         |
| Белци             | 4.758 (92,5%) | 5.086 (89,7%) |
| Афроамериканци    | 57 (1,1%)     | 49 (0,9%)     |
| Азијати           | 39 (0,8%)     | 37 (0,7%)     |
| Хиспаноамериканци | 185 (3,6%)    | 387 (6,8%)    |
| Укупно            | 5.145         | 5.672         |